# 東京奠都
東京奠都（とうきょうてんと）とは、江戸を改め東京とし、事実上、日本の都に定められたこと。
慶応4年4月11日（新暦:1868年5月3日）の江戸開城が契機となり、7月17日（9月3日）に「江戸ヲ称シテ東京ト為スノ詔書」が発せられた。明治天皇の二度の東京行幸（東幸）に合わせ、江戸城は明治元年10月13日（1868年11月26日）に東京城と改称、明治2年3月28日（1869年5月9日）に皇城と改称された。二度目の東幸の際には太政官（政府）が東京へ移され、京都に留守官が置かれたが、留守官は明治4年8月23日（1871年10月7日）に廃止された。
奠都と遷都の用語の違いについては後述する（#奠都と遷都の語義）。

## 東京奠都までの経緯

### 遷都の気運
幕末の京都は、大政奉還や王政復古により、政治の中心地となっていったが、京都の新政府内部から、新たに天皇親政を行うにあたって遷都を行おうという声が上がっていた。しかし、この時点では江戸の情勢が未だ安定しておらず、主に大坂がその地として意識されていた。

### 大阪城の略奪と炎上
鳥羽伏見の戦いののち将軍慶喜は大阪を脱出し翌日には兵士たちも戦意を失い撤退を始めたが、混乱に乗じた野次馬が城内に侵入し略奪を始め、そのさなかに火災が発生した。当時の瓦版はこれを幕府側による放火として散々に貶めたが目付で大阪城引渡に立ち会った妻木頼矩は失火であると証言する。慶応4年1月9日（1868年2月2日）より始まった火災は、10日に北東方の焔硝蔵（現在の大阪ビジネスパーク内）に回り大爆発を起こし、11日に城内のほぼ全てを焼き尽くしたのち鎮火した。天守こそ17世紀のうちに焼失していたものの本丸御殿、三重櫓12基、二重櫓15基が現存し威容を誇っていた大阪城だったが、この火災で本丸御殿、三重櫓11基、二重櫓8基を焼失した。これは慶応3年12月23日（1868年1月21日）に起こった江戸城二の丸焼失に続く惨事であり、三重櫓1基、二重櫓3基を焼失した後年の大阪大空襲による被害を遥かに上回るものだった。

### 大久保利通の大坂遷都案
鳥羽・伏見の戦い直後の慶応4年（明治元年）1月17日（1868年2月10日）、参与・大久保利通は、総裁・有栖川宮熾仁親王に対して、明治天皇が石清水八幡宮に参詣し、続いて大坂行幸を行って、その後も引き続き大坂に滞在することを提言した。これにより、朝廷の旧習を一新して外交を進め、海軍や陸軍を整えることを図るとする。さらに同年1月23日には、太政官の会議において浪華遷都（大坂遷都）の建白書を提出するに至った。その中で宮中の「数百年来一塊シタル因循ノ腐臭ヲ一新」するために遷都が必要で、遷都先としては大坂が適していると主張している。しかし、大坂が京都に隣接しているとは言え、遷都を行えば千年の都である京都を放棄することとなるとして、これに抵抗の大きい公卿ら保守派の激しい反対を受け、同年1月26日に廃案となった。続いて大久保は、副総裁・岩倉具視を通して、保守派にも受け入れられやすい親征のための一時的な大坂行幸を提案し、同年1月29日これが決定した。

### 大坂行幸と江戸城の開城
大坂行幸の発表により、これが遷都に繋がるのではないかと捉えた公家や宮中・平安京の人々から、反対の声が高まった。そのため、太政官も同時に移すという当初の計画は取り下げられた。慶応4年3月21日（1868年4月13日）、天皇が京都を出発。副総裁・三条実美ら1,655人を伴い、同年3月23日に大坂の本願寺津村別院（すでに1月に大坂鎮台が置かれていた）に到着、ここを行在所とした。天皇は天保山で軍艦を観覧するなどして、40日余りの大坂滞在の後、同年閏4月8日（5月29日）京都に還幸した。
一方、大坂行幸中の同年4月11日（5月3日）に江戸城が無傷で開城されると、注目が大坂から江戸に移っていった。江戸開城の直後、元開成所教授で当時は勘定役格徒歩目付役で官軍迎接役をしていた前島密から「江戸遷都論」なる建白書が大久保に届けられた。その建白書によると「遷都しなくても衰退の心配がない浪華（大坂）よりも、帝都にしなければ市民が離散して寂れてしまう江戸の方に遷都すべき、帝都は国の中央にあるべきで、大坂は道路も狭小、江戸は諸侯の藩邸などが利用でき官庁などを新築する必要がない」などを江戸遷都の理由としている。ただこの手紙の原本は残っておらず史実として実在したのかは明らかになっていない。
後に、大久保も徳川氏を駿府に移し「江戸を東京とすることが良策」であるとし、東京遷都を支持していくことになる。

### 尊攘・脱藩浮浪問題
遷都計画には、公卿や保守派、京都の住民などから反対の声が挙がった。戊辰戦争がいまだ継続されている中、維新直後の混乱した政情の下、政府内外での各藩閥や派閥による意思決定過程に不満をもつ不平分子がこの課題を政治問題化し、とくに久留米や肥後の尊攘派や脱藩浮浪が一部公卿と結びつき（この動きは後に知られる佐賀の乱や神風連の乱など九州・山口を舞台とする士族反乱に発展する）、明治新政府による天皇行幸（東行）すら新政府中枢による政治の壟断として反論が噴出する状態であった。

## 江戸から東京へ

### 大木・江藤の東西両都案
慶応4年（1868年）閏4月1日、大木喬任（軍務官判事）と江藤新平（東征大総督府監軍）が、佐賀藩論として「東西両都」の建白書を岩倉に提出した。これは、数千年王化の行き届かない東日本を治めるため江戸を東京とし、ここを拠点にして人心を捉えることが重要であるとし、ゆくゆくは東京と京都の東西両京を鉄道で結ぶというものだった。

### 徳川氏の移封と東京の誕生
慶応4年（1868年）5月24日、徳川氏が江戸から駿府70万石に移されることが決まると、大木・江藤の東西両都案も決され、政府は同年6月19日、参与・木戸孝允と大木に江戸が帝都として適しているかの調査にあたらせた。2人は有栖川宮・三条・大久保・江藤らと協議の上、同年7月7日に京都へ戻り、奠都が可能であることを報告した。これを受けて同年7月17日、江戸ヲ称シテ東京ト為スノ詔書が発せられた。この詔書では、天皇が日本をひとつの家族として東西を同視するとし、江戸が東国で第一の大都市・要所であるため天皇がここで政治をみることと、そのために江戸を東京と称することが発表された。保守派や京都の住民への配慮から、東京奠都を明確にはしなかったものの、東西両京の方針通り東京が誕生した。

### 東幸と万機親裁の宣言

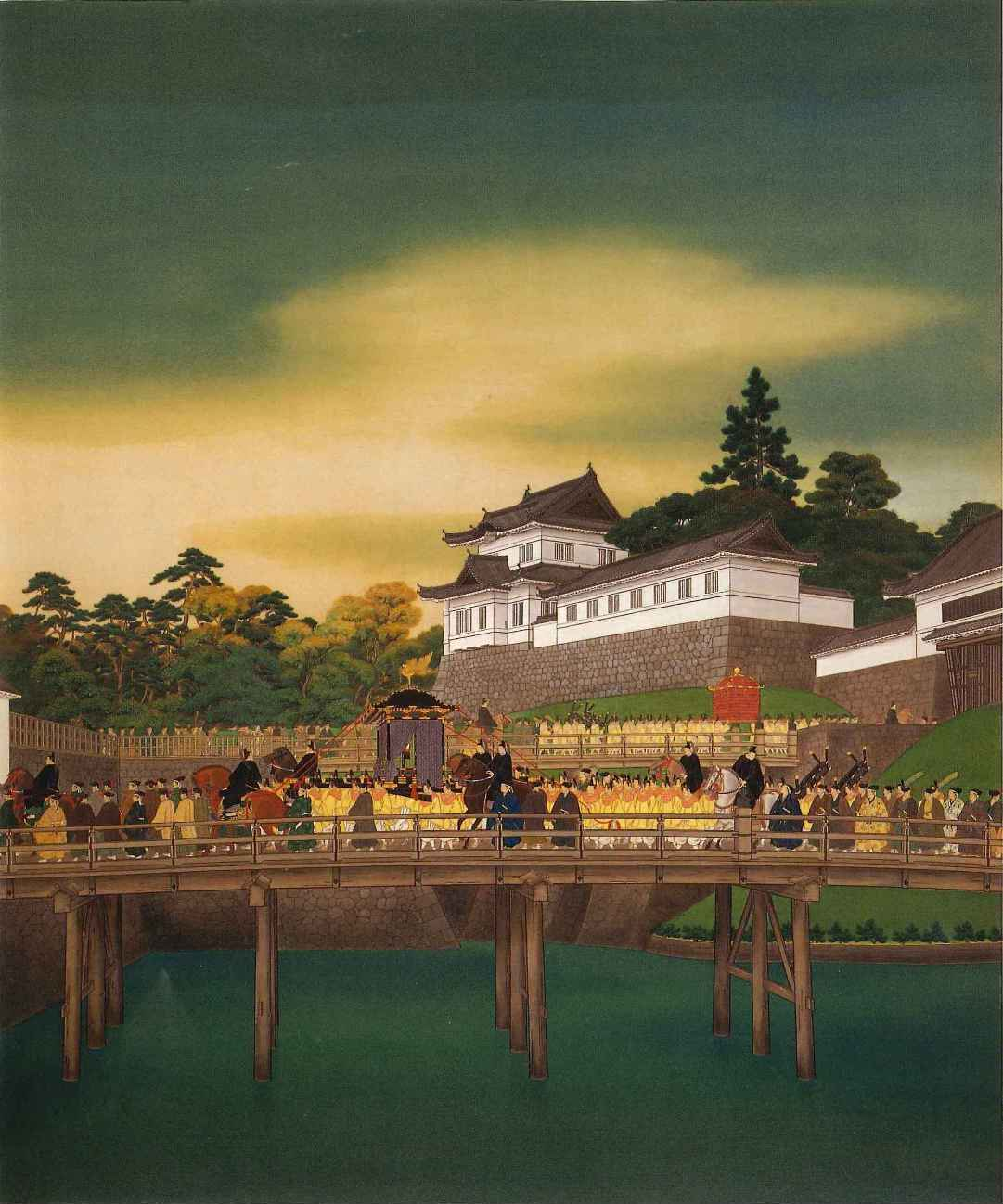
明治天皇の東京行幸（聖徳記念絵画館壁画「東京御着輦」）

天皇は慶応4年（1868年）8月27日、政情の激しい移り変わりにより遅れていた即位の礼を執り行い、明治元年9月20日に京都を出発して東京に行幸した。岩倉、議定・中山忠能、外国官知事・伊達宗城らを伴い、警護の長州藩、土佐藩、備前藩、大洲藩の4藩の兵隊を含め、その総数は3,300人にも及んだ。天皇は同年10月13日に江戸城へ到着、江戸城はその日のうちに東幸の皇居と定められ東京城と改称された。続いて同年10月17日には、天皇が皇国一体・東西同視のもと内外の政を自ら裁決することを宣言する詔（万機親裁の宣言）を発した。

## 東西両京の狭間で

### 早期還幸の慎重論
東幸に続いて京都への還幸となったが、この還幸にあたって三条は独り賛成せず、今すぐに京都に戻れば関東の人心を失するとして早々の還幸を牽制する意見書を提出した。三条はこの中で、天皇に数千年も親しく恵みを受けてきた京都・大坂の人々の動揺と、徳川氏に300年恩恵を受けてきた関東の人々に恨みや失望を与えることの利害得失を比べ、関東の人心に京都・大坂の盛衰や国の興廃がかかっているのであり、京都・大坂を失っても地勢に優れる東京を失わなければ天下を失うことはないと述べた。
三条の意見により還幸の日が延びていたが、先帝（孝明天皇）の三年祭と立后の礼を行う必要があるという岩倉の意見もあり、明治元年（1868年）12月8日、天皇はひとまず京都に還幸し同年12月22日に到着した。この還幸にあたり、東京の人々に不安を与えないよう再び東京に行幸することと、文久3年11月15日（1863年12月25日）に失火により全焼したまま再建されずにいた旧本丸跡に宮殿を造営することが発表された。

### 東京への再幸
明治2年（1869年）1月25日、東京への再度の行幸を前に岩倉は、天皇の意向を知らずに政府や民間で遷都があるかのように思っている者が少なからずいるために、京都や大坂の人々の動揺が大きくなっているとし、関東諸国は王化が行き届いていないため新政を施すための再幸である旨を十分に分からせるための諭令を出すよう求める建議を行った。また、政府内でも遷都論を唱えるものがいるとし、天皇の考えによる遷鼎（遷都）の沙汰もなく、臣下の身でこれを唱えることは決して承知しないと遷都論に釘をさした。
同年3月7日、翌年の3月には京都に戻り冬に大嘗祭を行なうこととして、三条らを従えて再び東京への行幸が行われた（2度目の東幸、再幸）。天皇が同年3月28日東京城に入り、ここに滞在するため東京城を「皇城」と称することとされた。このとき「天皇の東京滞在中」とした上で太政官が東京に移され、京都には留守官が設置された。ついで同年10月24日には皇后も東京に移った。こうしてこれ以降、天皇は東京を拠点に活動することになった。
天皇・皇后の東京への行幸啓の度に、公卿・諸藩主・京都の政府役人・京都の住民などから行幸啓の中止・反対の声が上がり、政府は「これからも四方へ天皇陛下の行幸があるだろうが、京都は千有余年の帝城で大切に思っておられるから心配はいらない」とする諭告（『告諭大意』）を京都から出させ、人心の動揺を鎮めることに努めた。東京再幸の反対運動の騒動の際には、時の情勢に乗じて名古屋遷都を画策するものまで現れた。

### 首都機能の移転
京都では京都御所（京都御苑）を後に残して、明治4年（1871年）までに刑部省・大蔵省・兵部省などの京都留守・出張所が次々に廃され、中央行政機関が消えていった。また留守官は明治3年5月に京都府から宮中に移され、同年12月に京都の宮内省に合併、明治4年（1871年）8月23日には廃され、東京への首都機能の移転が行われた。

### 京都還幸の延期
明治3年（1870年）3月14日、東北の平定が未だに行き届かないこと、諸国の凶作、国費の欠乏など諸々の理由で京都への還幸を延期することが京都の人々に発表された。翌明治4年（1871年）3月になって、結局大嘗祭は東京で行うことが発表され、同年11月17日に東京で行われた。
その後も、公家の一部は京都に残り続けた。その数は、1876年（明治9年）時点で56家であった。

## その後

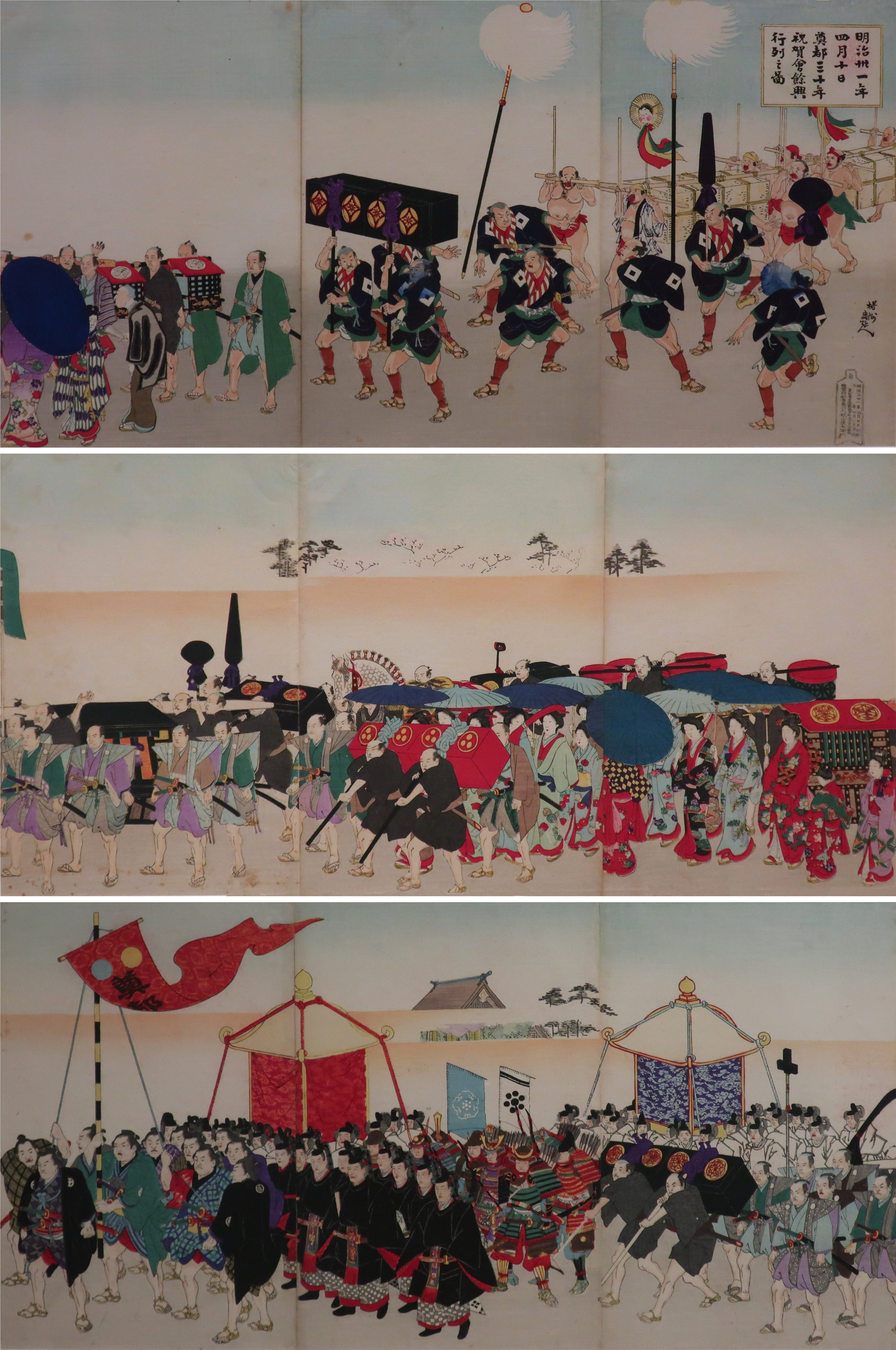
奠都三十年祭祝賀行列を描いた錦絵（周延、1897年）

- 1873年（明治6年）5月 - 東京の皇城で火災。赤坂離宮を仮皇居とする。
- 1877年（明治10年）2月 - 天皇が京の内裏（京都御所）の保存・旧観維持を指示。
- 1878年（明治11年）7月 - 東京府内に東京15区と郡を設置。
- 1888年（明治21年）- 東京の皇城内に明治宮殿が完成。以降皇城を「宮城」と称する。
- 1889年（明治22年） - 旧皇室典範で『「即位の礼」と「大嘗祭」は京都で行う』と規定。東京府内に東京市を設置。
- 1891年（明治24年）- 京都御所を「京都皇宮」と改称。
- 1897年（明治30年）- 教育学者日下部三之助の発案で、渋沢栄一、大倉喜八郎、清水満之助らが協賛し奠都三十年祭開催[15][16]。
- 1909年（明治42年）- 登極令（1947年廃止）で大嘗祭の斎田は京都以東・以南を悠紀(最も清浄な地域)[17]、以西・以北を主基の地方とされる。
- 1912年（明治45年／大正元年）- 7月30日、明治天皇崩御。9月13日に東京青山にて大喪儀が執り行われた後、天皇の柩は列車で京都へ移動され、伏見桃山陵（京都市伏見区）に葬られる。
- 1915年（大正4年）- 大正天皇の即位の礼、大嘗祭が京都で行われる。
- 1927年（昭和2年）- 前年（1926年（大正15年））12月25日に崩御した大正天皇の大喪儀が新宿御苑にて執り行われ、多摩御陵（東京都八王子市）に葬られる。
- 1928年（昭和3年）- 昭和天皇の即位の礼、大嘗祭が京都で行われる。
- 1943年（昭和18年）7月 - 東京都制施行。東京府と東京市を統合し、東京都を設置。
- 1947年（昭和22年）- 旧皇室典範廃止。現行の皇室典範が施行され、単に『即位の礼を行う』とし、大嘗祭と場所は規定されなかった。
- 1948年（昭和23年）- 東京の「宮城」の名称が廃され「皇居」と称される。京都皇宮は「京都御所」と改名される。
- 1950年（昭和25年）- 首都建設法制定。同法で東京都が首都であることに言及した。
- 1956年（昭和31年）- 首都圏整備法制定。首都建設法廃止。東京都および政令で定める区域（茨城県・栃木県・群馬県・埼玉県・千葉県・神奈川県・山梨県）が首都圏とされた。
- 1990年（平成2年）- 第125代天皇明仁の即位の礼が、警備上の理由から[18]史上初めて東京の皇居で行われる[注 5]。一方で、天皇の玉座である高御座及び皇后の玉座である御帳台は皇居まで運ばれ、即位の礼終了後は再び京都御所に安置される。これは令和の即位の礼でも同様である。
- 2019年（平成31年／令和元年）- 天皇の退位等に関する皇室典範特例法に基づき、明仁が退位して上皇となり、徳仁が第126代天皇に即位。即位の礼、大嘗祭が皇居で行われる。東京奠都後に天皇が譲位するのは初めて。なお、上皇の御所である「仙洞御所」が東京都内にも必要となったことから、区別の為従来（京都御苑内）の仙洞御所は「京都仙洞御所」と改称された[19]。

## 奠都と遷都の語義
「東京奠都」と「東京遷都」の語の使い方を巡っては議論がある。一義的には「奠都」は都を定める事を表すのに対して「遷都」は都を移すことをいうが、天皇や政治中枢の移動を伴えば実質的にはほぼ同じ意味であり、この場合、旧都を廃することを含んでいるかどうかが論点となる（「遷都」の場合は廃止の語義を含む）。
もともと奠都の語は、明治28年（1895年）に京都市が延暦13年（794年）の平安遷都を「平安奠都千百年記念祭」と称して祝っているように広く用いられる言葉である。明治31年（1898年）に東京奠都30周年を記念して出版された『奠都三十年』（『太陽』第4巻第9号臨時増刊）のなかでは、東京も京都も帝都であるとしつつ東京遷都という表現も同時に見られ、京都は依然帝都で、政治上の必要から江戸にも帝都を定めたのだから遷都と言うことは妥当ではないとする声（井上頼国）も紹介された。
その後、大正期に入った大正6年（1917年）、東京奠都の本格的な研究を岡部精一が初めて著し、そのなかで「東京の奠鼎（奠都）は遷都にあらず」とし、遷都の発表はなく、今日に至るまで都を東京に遷されたのではなく、東京は京都とともに並立して帝都の首都であることは明らかであるとした。続いて大正8年（1919年）、東京市役所の発行した『東京奠都』も、東京奠都は京都留守居官の廃止で完了したが、「その名義に於ては、いつまでも東西両京の並立で、遷都といふ事は、つひに公然発表せられたことはなく」、「京都も一の帝都であるが、事実に於て遷都の事はいつのまにか行はれてゐた」とした。これらの考え方によると、東京奠都に関しては都を移す「遷都」の語を避け、京都と2つ帝都としたのだから都を定める「奠都」と称すべきであるとされる。
現代では一般に「遷都」の語は首都移転の意味にも使われ、「首都が東京に移った」などとも表現される。『京都の歴史』第七巻は、2度目の東幸（明治2年3月）の際の太政官を東京に移す発表を事実上の遷都宣言とし、事実上の首都の座を東京にわたしたとしている。佐々木克（2001年）は、「遷都」より「奠都」が実態を適切に表現するものであったかもしれないとし、京都は都であることを否定されなかったとしながらも、京都が政府機関の置かれる帝都（首都）として復活しなかったため、「奠都」よりも「遷都」が実態を正確に表現しているとしている。また、第二次世界大戦後に定められた当用漢字表（現・常用漢字表）において「奠」の字が含まれなかったこともあり、戦後の公文書やマスメディアなどにおける表現においては、「遷都」を「奠都」の代用語としても用いるようになったという事情もある。

もっとも、奠都・遷都論は「みやこ」の設置廃止についての議論であるにもかかわらず首都の問題と絡めて論じられることが通例であるが、法令上「首都」と「みやこ」との関係（とりわけ皇居との関係）の規定はなされておらず、日本における従来の「みやこ」（都・京）と「首都」との関係について定かになっているわけでない。
戦前一般に利用されていた語は「首府」であり、この表記であれば「みやこ」の地位を論ずることなく「江戸時代の首府は江戸」と記述して差し支えが無かった。「首都」という語は俗用されていた部類の用語でその地方での主だった町（主都・主邑・プライメイトシティ）をも指しており、必ずしも天皇の常住する帝都のみを指していたわけではないのである。またそもそも奠都という呼び方自体が明治ではなく後の世に付けられたものであり、本来は1年で帰ってくる予定の行幸であって遷都宣言はおろか東京を都を定める宣言もなく奠都という呼称自体も相応しくないとの意見もある。